# Zbiorowe zatrucie alkoholem w Szczecinie
Zbiorowe zatrucie alkoholem w Szczecinie – wydarzenia, do których doszło w Szczecinie we wrześniu 1950. Około 150 osób zatruło się alkoholem metylowym, z czego 16 śmiertelnie.
27 cystern ze spirytusem metylowym przyjechało na stację Szczecin Port Centralny 3 i 5 września 1950 – był to transport z Czechosłowacji do Szwecji. Metanol przelano 19 września i wtedy doszło do kradzieży, którą ułatwił fakt, że cysterny stały na nieoświetlonym torze, poza tym kontrolę nad transportem sprawował tylko jeden celnik. Dokładnej ilości ukradzionego alkoholu nie ustalono, przypuszcza się, że mogło to być ok. 100 litrów.
Tego samego wieczora do kliniki okulistycznej zgłosił się mężczyzna skarżący się na problemy ze wzrokiem. Następnego dnia kolejni chorzy pojawili się w klinice z podobnymi objawami; pięciu umarło 2 godziny od chwili zgłoszenia; w ciągu trzech pierwszych dni zmarło 10 osób, a do szpitali do 21 września zgłosiło się ok. 30 osób.
Dopiero po trzech dniach – 22 września – w dziennikach „Głos Szczeciński” i „Kurier Szczeciński” pojawił się komunikat, w którym ostrzegano przed konsumpcją alkoholu z nieznanych źródeł, a tych, którzy spożyli jakąkolwiek ilość, wzywano do stawienia się do szpitala.
Wśród zatrutych byli ludzie różnych profesji i z różnych środowisk. Władze miejskie wydały zakaz sprzedaży alkoholu poza winem i piwem, zarówno w sklepach, jak i w wyszynku. Do miasta przyjechali specjaliści toksykolodzy, m.in. z Poznania. Zorganizowano również akcję oddawania krwi. Wydano zakaz zgromadzeń i manifestacji, a w miejsca, w których pojawiły się plotki, wysyłano agitatorów PZPR. Ogólnie do szpitali zgłosiło się ok. 150 osób. Po opanowaniu sytuacji władze przeprowadziły kampanię antyalkoholową.